# Венецианско гето
Венецианското гето (на италиански: Ghetto di Venezia) е заселена от евреи, изолирана от каналите земя в района на Канареджо във Венеция.

## Гета - другаде
Венецианското гето не е първото гето, макар че е първото място, наречено така. Подобни поселения има и във Валядолид (от 1412), Болоня (от 1417), Торино (от 1425), Франкфурт (от 1458). След изгонване на евреите от Испания, гета са отворени в Рим (от август 1555), Анкона, Карпантра, Авиньон, Ил сюр ла Сорг, Кавайон.

## Евреите във Венеция
Отначало еврейското население на града е съсредоточено главно на остров Джудека. Заселвания на евреи във Венеция започват още в началото на XII век, но след изгонване на евреите от Испания, в началото на 16. век, броят им критично нараства. 
Венеция последователно се ангажира в редица венецианско-турски войни. Владенията на Венецианската република са пряко застрашени от Османската империя, на която евреите симпатизират.  На 29 март 1516 г., след молба на папата за изгонването на евреите от Венеция, Съветът на десетте взема компромисно решение за уреждането на обособено за това място - на остров Getto Nuovo, чието име става нарицателно за затворен квартал - гето. Приемат се и евреи от други места.
Гетото на Венеция е заобиколено от канали, като с останалата част от Венеция го свързват три моста, чийто врати през Средновековието вечер се затварят. Сигурността на вратите и следенето за трафика по околните канали е поверено на християнска охрана. На евреите (с изключение на лекарите) е забранено да напускат гетото през нощта. С течение това започва да се приема за допустимо, но със специални шапки и носейки жълта на цвят емблема. За евреите съществува забрана за упражняване на други професии, освен манифактурно производство, лихварство и медицина, както и за притежание на (едра) собственост. Тъй като на евреите не им е позволено да се занимават с изкуство, синагогата в гетото е проектирана от архитекти, с християнско вероизповедание и нееврейски произход (не всички преселили се евреи остават юдеисти).
През 1541 г. към района се включва т.нар. Старо Гето (Ghetto Vecchio), а през 1633 г. и Ново Гето (Ghetto Novissimo). По това време еврейското население на Венеция възлиза на повече от 5000 души и се състои от три еврейски общности: алемани-ашкенази (от Германия и Източна Европа), левантийци-мизрахи и испански евреи-сефаради. Увеличаването броя на евреите в гетото през годините довежда до строителството в него на високи сгради до 8 етажа, т.нар. венециански небостъргачи. 
През 1797 г. Наполеон Бонапарт (временно завзел Северна Италия) премахва вратите на гетото, но след Виенския конгрес, (затвърдил Реставрацията на Бурбоните), те са възстановени. През 1866 г. по време на обединението на Италия, вратите са демонтирани.
До днес (20.-21. век) на входа на някогашното Венецианско гето се пази каменна плоча, с обяснение какво наказание заплашва така наречените "нови християни", които тайно продължават да изповядват юдаизма и да съблюдават еврейските религиозни ритуали.
На територията на гетото е изграден паметник на Холокоста по проект на Арбит Блатаса, има Еврейски музей, две действащи синагоги, ресторант с кашерно меню и еврейска библиотека.

## В изкуството
Едно от най-известните произведения на Уилям Шекспир е драмата „Венецианският търговец“, един от основните персонажи в която е евреин от гетото на име Шейлок.